# Henning Ørnbak
Henning Ørnbak (4. december 1925 i København – 25. oktober 2007) var en dansk filminstruktør og manuskriptforfatter, der var aktiv både indenfor film og tv. Han var bl.a. instruktør på spillefilmene Vores lille by (1954), Det er nat med fru Knudsen (1971), Nu går den på Dagmar (1972), Mig og Mafiaen (1973), Mafiaen, det er osse mig (1974) og Kun sandheden (1975). Til de tre første og den sidste af de anførte film skrev han ligeledes manuskriptet. Han stod også bag tv-serierne Strandvaskeren (afsnit 1-6) og Kaj Munk (afsnit 1-4), lige som han instruerede tv-spillene Farvel Thomas og Bella.
Han var gift med kostumier Nette Ørnbak (1927–1998) og er bedstefar til skuespilleren Nijas Ørnbak-Fjeldmose.
Derefter var han gift med skuespillerinden Birgit Sadolin.

## Filmografi
Som instruktør
- Vores lille by (1954)
- Pas på gående - gående pas på (1960) - undervisningsfilm
- Det er nat med fru Knudsen (1971)
- Nu går den på Dagmar (1972)
- Mig og Mafiaen (1973)
- Mafiaen, det er osse mig (1974)
- Kun sandheden (1975)